# Église Notre-Dame-de-l'Immaculée-Conception du Petit-Bourg-des-Herbiers
Pour les articles homonymes, voir Église de l’Immaculée-Conception.
L’église Notre-Dame-de-l’Immaculée-Conception, également connue sous le nom d’« église Notre-Dame », est un édifice catholique français situé au Petit-Bourg-des-Herbiers, sur la commune des Herbiers, dans le département de la Vendée, en région Pays-de-la-Loire.

## Histoire
Au Moyen Âge, les moines de Saint-Michel-en-l’Herm fondent les paroisses de Notre-Dame et de Saint-Pierre, embryons historiques des futures agglomérations et communes du Petit-Bourg et des Herbiers. Une église, de style lombard, est construite au cours du Moyen Âge, mais, elle est touchée par les guerres de Vendée. De l’ancien édifice ne subsistent que la nef centrale, l’ancien clocher et une travée.
Le clocher est inscrit aux monuments historiques par arrêté du 26 décembre 1927.

## Culte et hommage
Appartenant à la commune des Herbiers, l’église est un lieu de culte catholique. Du point de vue religieux, elle relève depuis 1997 de la paroisse catholique Saints-Pierre-et-Paul-des-Herbiers, située dans le doyenné des Herbiers, au sein du diocèse de Luçon.
Une école privée située sur la commune des Herbiers — l’école Notre-Dame du Petit-Bourg — reprend le patronage de la Vierge Marie et le nom de l’ancienne commune du Petit-Bourg-des-Herbiers,, comme l’église.